# Andrea della Robbia

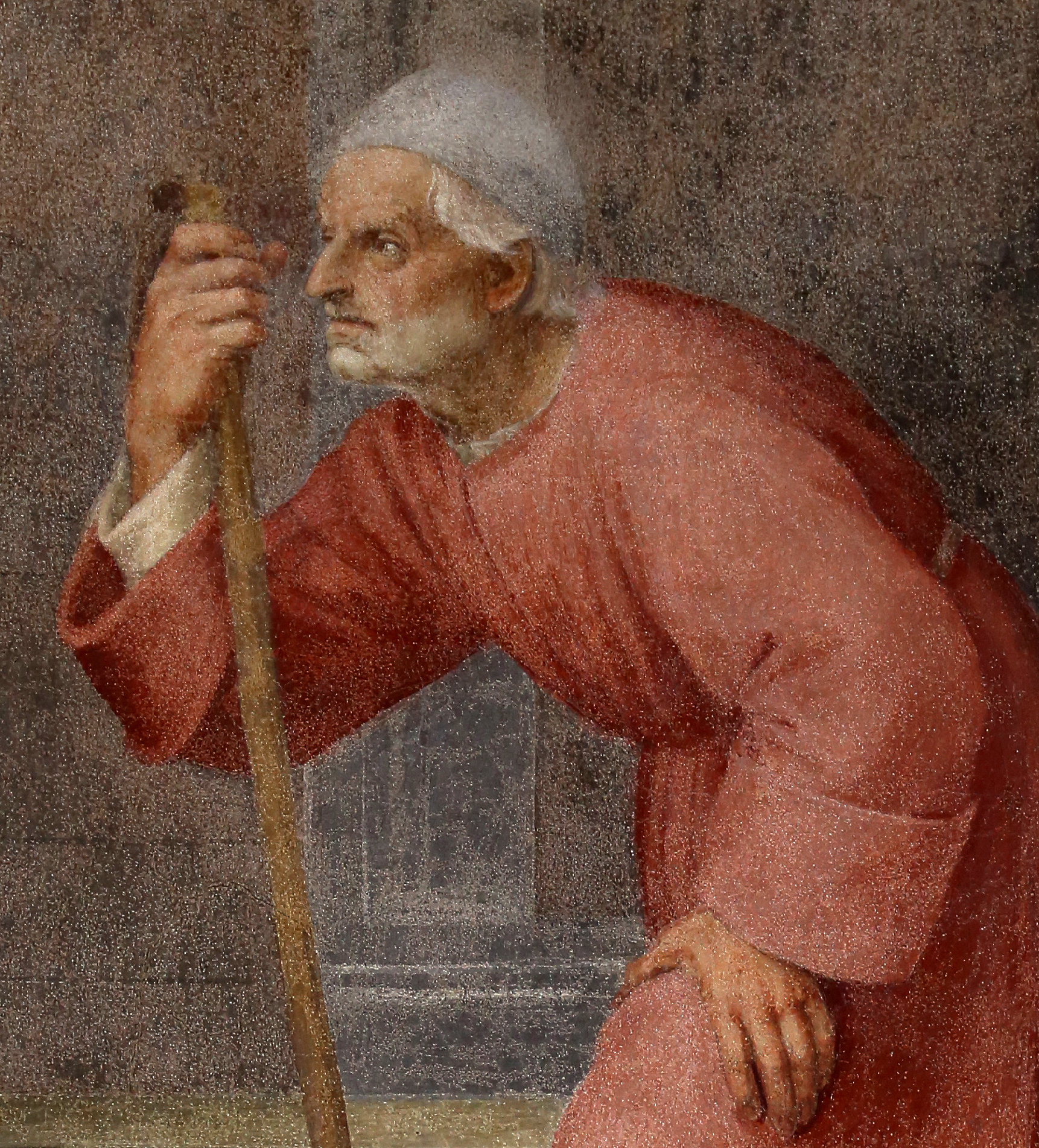
Andrea della Robbia ritratto da Andrea del Sarto

Andrea della Robbia (Firenze, 20 ottobre 1435 – Firenze, 4 agosto 1525) è stato uno scultore e ceramista italiano.

## Biografia
Nipote di Luca della Robbia, ovvero figlio di suo fratello Marco, fu come lui specializzato nella tecnica della ceramica policroma invetriata, inventata dallo zio.
Portò a grandissima diffusione l'arte della terracotta invetriata divenendo ben presto il capobottega dell'officina ereditata dallo zio Luca, che costituì per lui anche un padre adottivo a causa della morte precoce di Marco, avvenuta nel 1448. La sua formazione fu resa assai precoce dalla convivenza, sin dalla giovane età, con il suo famoso predecessore, a differenza del quale si ispirò più alla pittura contemporanea che alla scultura, come la bottega di Verrocchio e i suoi allievi.
Nel 1458 si qualificò come intagliatore e cominciò a rendersi operativamente indipendente dalla bottega di Luca con cui, tuttavia, continuò a collaborare per almeno un decennio. L'ascesa artistica di Andrea produsse attriti nel rapporto con lo zio che, nel 1471, decise di escluderlo dalla sua eredità testamentaria.
Dal matrimonio, avvenuto nel 1465, con Giovanna di Piero ebbe dodici figli, fra i quali cinque intrapresero la carriera scultorea; il più talentuoso fu Giovanni della Robbia che proseguì con successo l'attività della bottega di famiglia.

### Attività scultorea

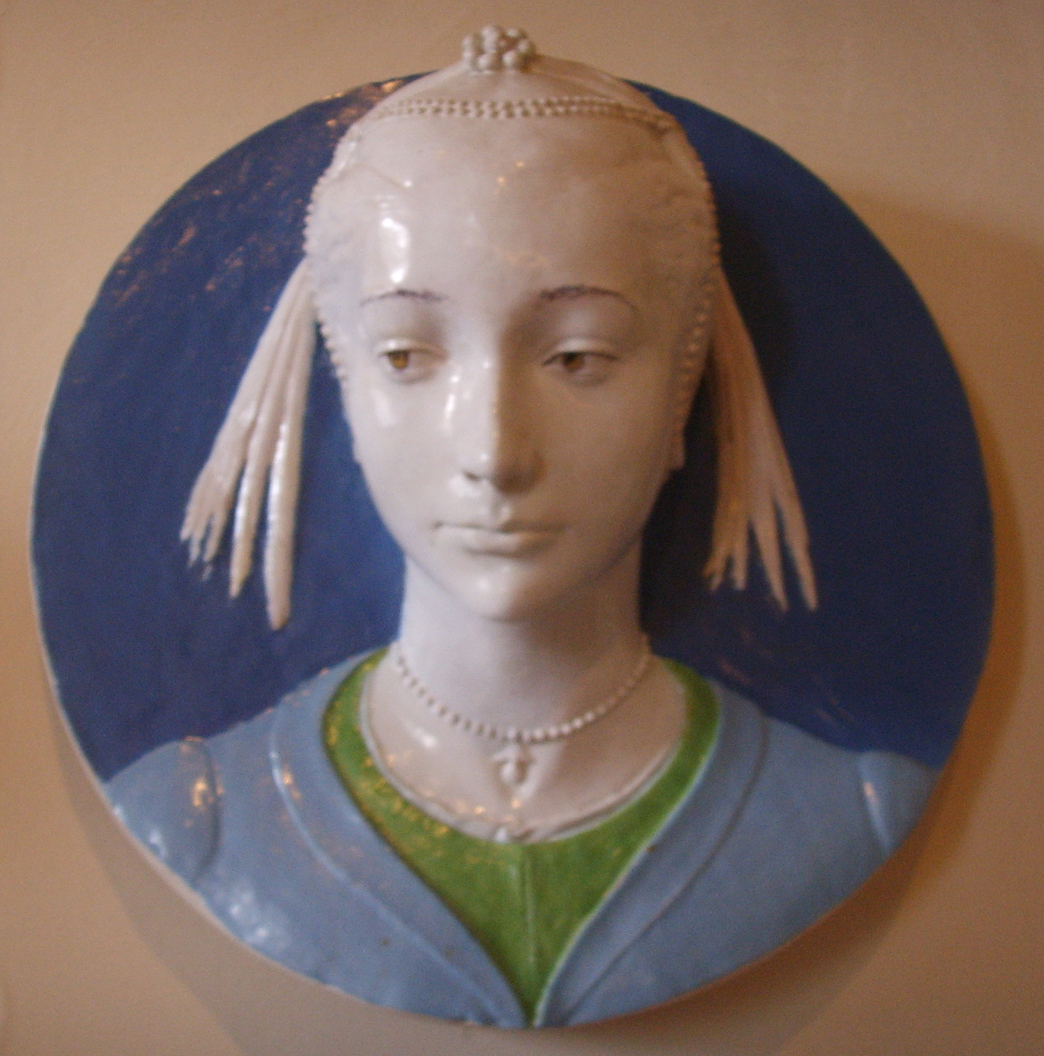
Ritratto di fanciulla (1465-1470), Museo del Bargello, Firenze.

La produzione artistica di Andrea della Robbia fu assai copiosa e le sue opere — caratterizzate dalla bicromia bianco-blu — sono diffuse nelle chiese e nei palazzi dell'Italia centrale e meridionale, in particolar modo in Toscana e Umbria.
Una delle sue prime opere autonome fu il trittico con l'Incoronazione della Vergine, le Stimmate di San Francesco e San Girolamo penitente per la pieve delle Sante Flora e Lucilla a Santa Fiora, realizzato negli anni settanta del XV secolo e che costituisce anche una prima testimonianza delle opere robbiane nei monasteri bernardiniani. Dello stesso periodo sono alcune “teste”, sia clipeate che a tutto tondo, fra le quali celebre è il Ritratto di fanciulla conservato, insieme a molte altre opere robbiane, al museo del Bargello di Firenze.
Notevole fu anche la sua produzione di Madonne, fra le quali la cosiddetta Madonna degli Angeli — commissionatagli intorno al 1475 dalla famiglia siciliana degli Staiti ed oggi alla chiesa di Santa Maria del Gesù di Trapani — ed una serie di “Madonne con cuscino”, la più antica delle quali è oggi al museo Diocesano di Palermo. L'opera conosciuta come la Madonna degli architetti (1475), anch'essa al museo del Bargello, è la prima documentata con certezza del Della Robbia.

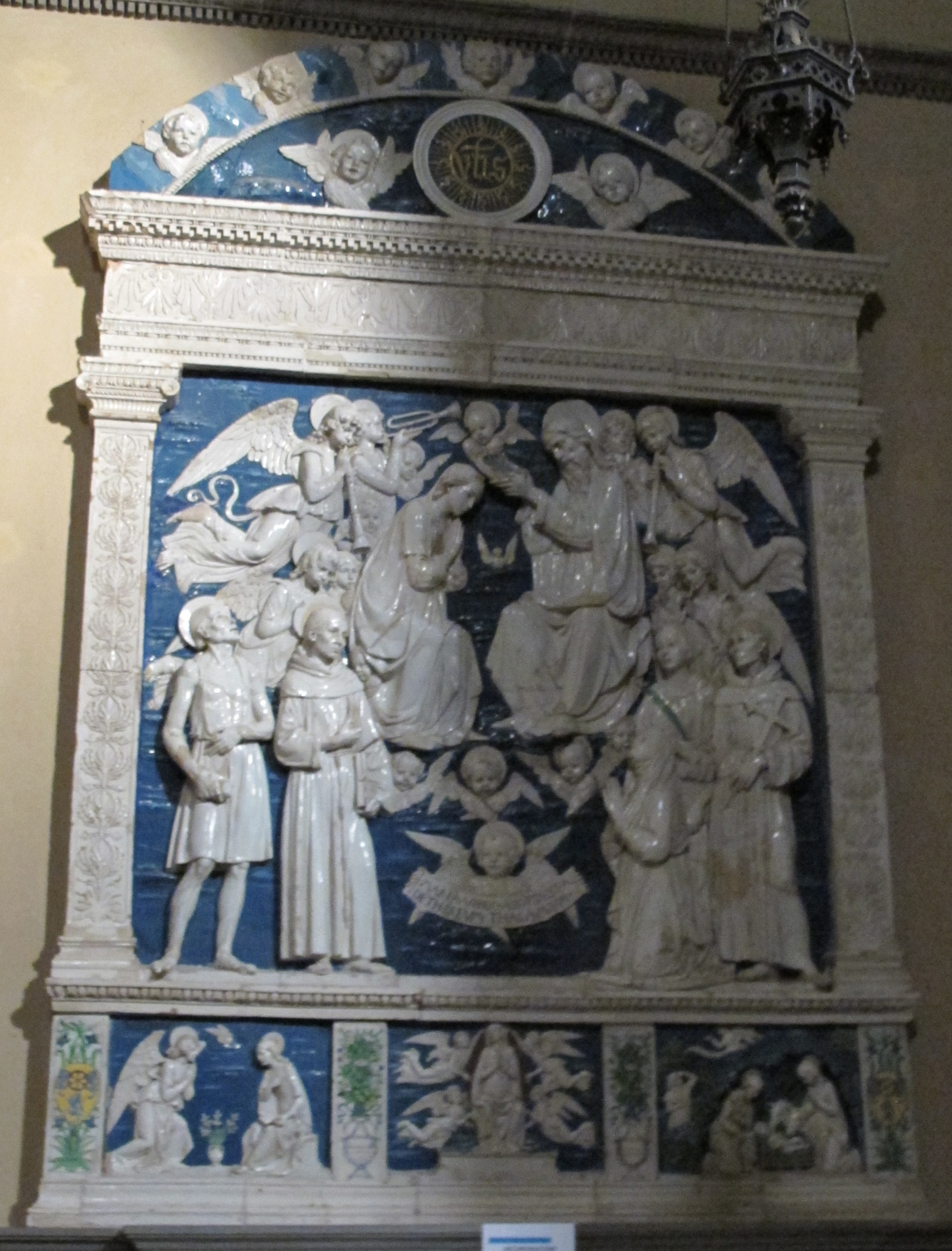
Assunzione di Maria (1480-1485), Basilica dell'Osservanza, Siena.

Negli anni ottanta realizzò per la basilica dell'Osservanza di Siena una grande pala raffigurante l'Assunzione di Maria, considerata uno dei suoi primi capolavori; per il complesso bernardiniano produsse anche due statue simboleggianti l'Annunciazione e due tondi con San Bonaventura e San Ludovico di Tolosa.
Successivamente, il Della Robbia si prodigò nell'esecuzione (conclusa intorno al 1495) di sette grandi pale in terracotta invetriata per il santuario francescano di Chiusi della Verna, tra le quali la Crocifissione per la cappella della Stimmate è senz'altro l'opera più imponente e importante misurando quasi 6 metri d'altezza ed essendo composta da circa 720 pezzi; per la Verna, l'artista realizzò anche l'Assunta che dona la cintola a San Tommaso e tre santi in adorazione (1485 circa). Un'altra grande pala raffigurante la Natività (1487) si trova a Militello in Val di Catania presso il santuario di Santa Maria della Stella: l'opera giunse a Palermo da Pisa via mare in 17 casse, per poi essere trasportata coi carri fino a Militello. Il trasporto costò più del compenso corrisposto allo scultore.
In questo periodo realizzò anche la Trinità tra i Santi Bernardo e Donato per la chiesa della Santissima Trinità di Arezzo, opera trasferita poi nel duomo. Alcuni rilievi (il Cristo, i Sette santi e quattro Virtù databili circa al 1490) sono nel ciborio della chiesa di Sant'Andrea a Palaia. Sempre ad Arezzo, tra il 1487 ed il 1493, realizzò il grande altare marmoreo della chiesa di Santa Maria delle Grazie, simbolico della capacità dell'artista nella lavorazione del marmo; la paternità dell'opera è tuttavia discussa, con alcuni storici che la riferiscono a Leonardo Del Tasso.
Sul finire del secolo, al culmine della sua fama, il Della Robbia ricevette numerose e importanti commissioni. Tra queste le dieci lunette con i Bambini che ornano le arcate brunelleschiane dello Spedale degli Innocenti a Firenze, che ricevettero le lodi del Vasari (1568) per poi diventare — a partire dall'Ottocento — rappresentativi dell'intera produzione robbiana.

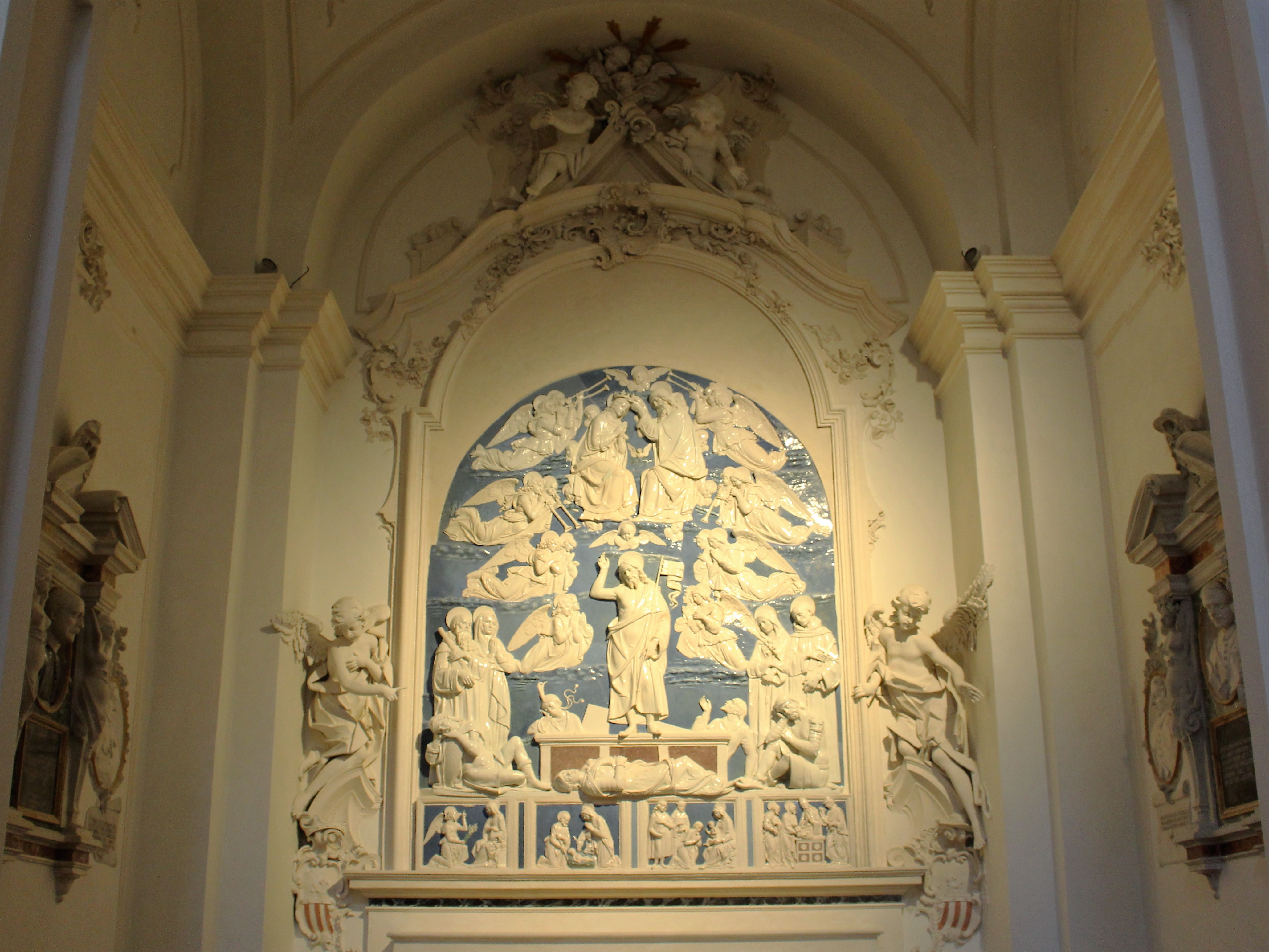
Resurrezione, Incoronazione di Maria e quattro santi (1495-1500), Basilica di San Bernardino, L'Aquila.

A Prato l'artista realizzò la Madonna col Bambino tra i Santi Stefano e Lorenzo (1490 circa) per la lunetta del duomo e, successivamente, per la basilica di Santa Maria delle Carceri, il fregio decorativo della trabeazione e i quattro Evangelisti della cupola (1491), opera caratterizzata da una decisa complessità formale segno d'una definita maturazione artistica.
A Napoli, dove giunse in virtù dei rapporti diplomatici tra Lorenzo il Magnifico e Alfonso II d'Aragona, produsse diciotto ritratti clipeati per la villa di Poggioreale; l'unico superstite è oggi al museo di Capodimonte. È possibile che a Poggioreale il Della Robbia abbia realizzato anche alcuni pavimenti invetriati. Un altro pavimento nella stessa tecnica e con motivi decorativi con fiori, frutta e cornucopie fu prodotto per la chiesa di Sant'Agostino a San Gimignano.
Databile tra il 1495 ed il 1500 è la complessa Resurrezione, Incoronazione di Maria e quattro santi per la basilica di San Bernardino all'Aquila. La pala d'altare, commissionatagli dalla famiglia aquilana dei Vetusti Oliva, si compone di ben 28 figure ed è ulteriormente impreziosita da quattro predelle che costituiscono il basamento dell'opera; ricevette un discreto successo, venendo lodata sia dal Perugino che dal Raffaello.
Altre sue opere sue sono custodite alla pinacoteca comunale di Città di Castello, tra cui un'Assunzione della Vergine di notevoli dimensioni. Un'altra grande icona dedicata all'Incoronazione della Vergine e sei santi è nella Chiesa abbaziale di Santa Maria Assunta della Spezia.